# Limyra

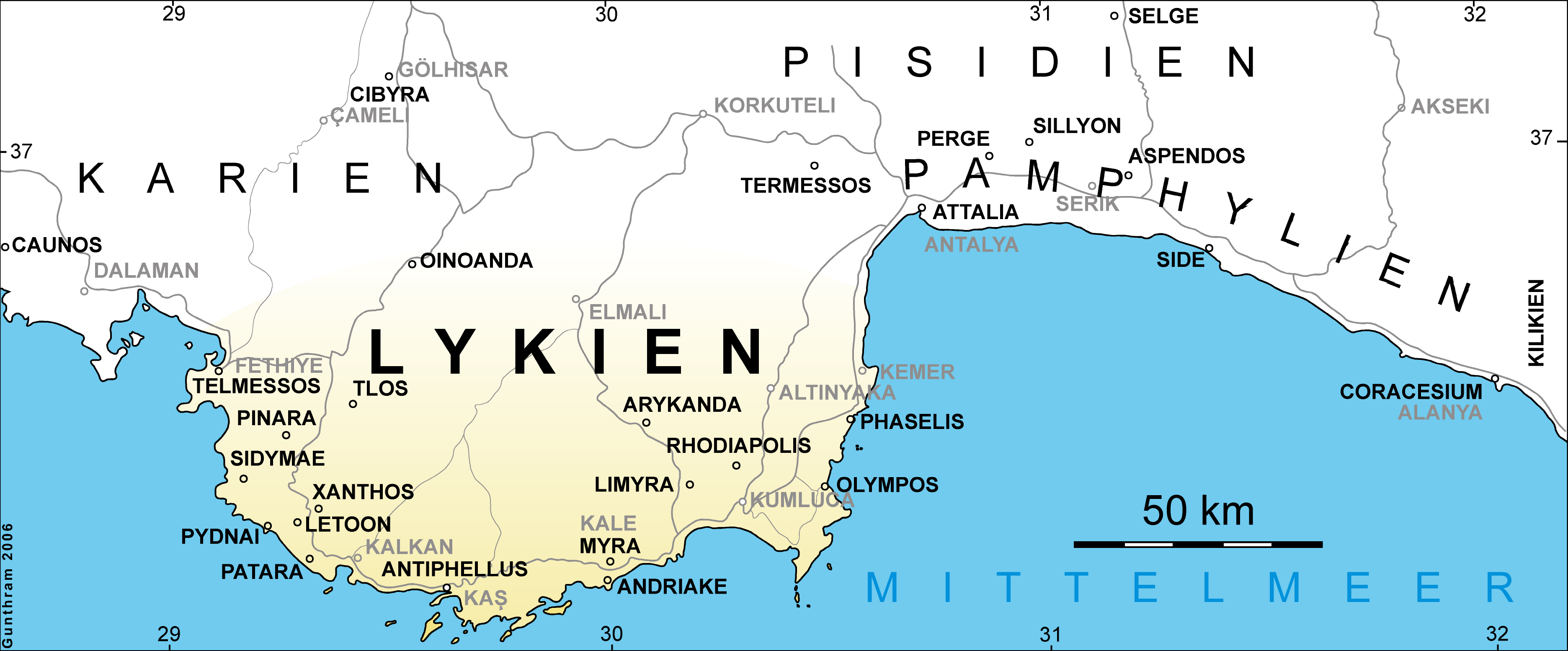
Localisation de Limyra en Lycie

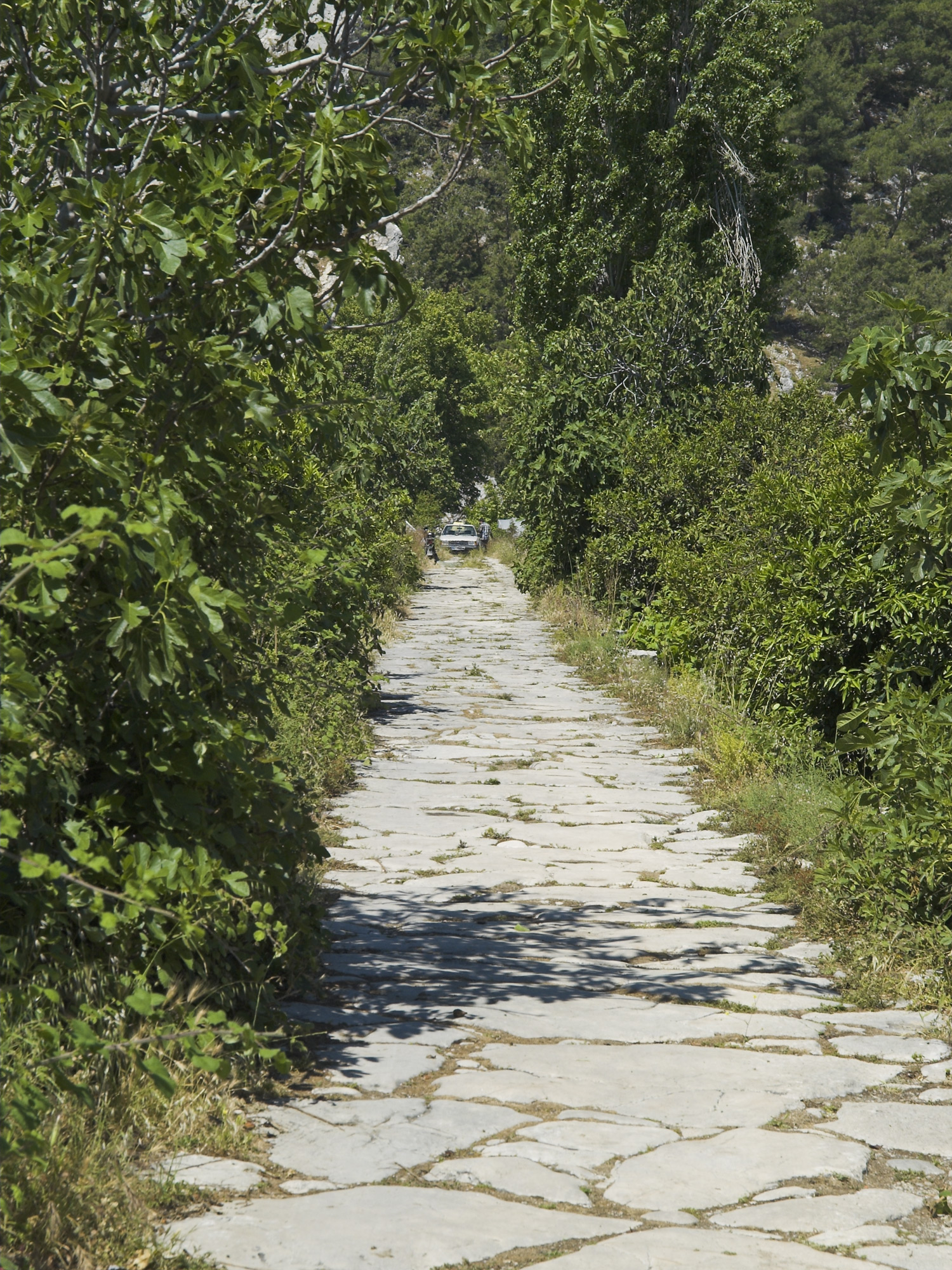
Ancien chemin antique autour de Limyra.

Limyra (lycien : Zemuri) est une cité antique située dans le sud de la Lycie en Asie Mineure. Les ruines de la ville sont situées à environ 6 km au nord-est de la ville turque de Finike.
C'est l'une des plus importantes cités de la ligue lycienne, connue à son apogée, dans la première moitié du IVe siècle av. J.-C., pour être devenue la capitale du prince Périclès de Limyra. Comme toutes les cités lyciennes, elle connut la domination des Perses, d’Alexandre le Grand, d’Antigonos Monophtalmos, de la lignée de Ptolémée et d’Antiochos III qui se sont succédé à la tête des empires d'Égypte, séleucide puis romain, byzantin, arabe et ottoman. Par la paix d’Apamée, elle passa dans l’orbite de Rhodes mais ses habitants se plaignirent de cette administration grecque auprès du sénat romain et dès 167 av. J.-C., la cité passa donc sous administration romaine.

## Monuments et ruines
Selon Pline l'Ancien, il existait à Limyra une source magique qui permettait de dire l’avenir : si les poissons de la source mangeaient ce qui leur était donné, le présage était bon, sinon c’était de mauvais augure.
Selon des inscriptions découvertes, la cité adorait les dieux grecs et particulièrement Zeus d’Olympie et organisait en son honneur des jeux et frappait ses pièces de monnaie d’un éclair de foudre.
Le vestige le plus emblématique de la cité est un hérôon (temple) attribué à Périclès de Limyra. Le monument était divisé en deux parties, une partie inférieure contenant la chambre funéraire et une partie supérieure avec une pièce dédiée au temple. Des cariatides ornaient l’avant et l’arrière de la construction.
La ville comporte aussi un théâtre à seize gradins qui fut détruit comme une grande partie de la ville par un séisme qui frappa la région en 141 apr. J.-C. Il fut reconstruit grâce au don d'un généreux mécène lycien appelé Opramoas Aux abords des murailles romaines, on peut découvrir le cénotaphe de Caius César, fils adoptif d’Auguste qui mourut en 4 apr. J.-C. à Limyra, ainsi qu'un pont qui est l'un des plus vieux ponts en arc surbaissé du monde ; long de 360 mètres, il repose sur un total de 26 arcs surbaissés.
Au cours de la période byzantine, Limyra était une ville prospère qui devint le centre d'un diocèse. Cependant, la ville perdit de son importance et a progressivement été abandonné peu après les raids arabes du IXe siècle.

## Fouilles archéologiques
L'Institut archéologique autrichien effectue depuis 2002 des fouilles archéologiques autour de la Limyra antique ; déjà en 1969, l'Institut archéologique allemand s'était implanté dans la région.
Dans la nécropole de l'Est, on a retrouvé un tombeau datant du IVe siècle av. J.-C., décoré de colonnes ioniques qui ont été taillées dans la roche. Il existe aussi d'autres tombes à proximité, ornées de gravures représentant des scènes diverses.
Il existe également un groupe de tombes rupestres sur le chemin de Elmall à Finike, au nord-est de Limyra, à proximité du sommet de la colline. Ces tombes sont intéressants, car elles semblent avoir été taillées dans la roche pour ressembler à des forteresses médiévales.